# Tautologia (retòrica)
La tautologia és una figura de dicció que consisteix en l'ús de diferents paraules per expressar un idèntic significat. Així, la tautologia és assimilable a la redundància lingüística i al pleonasme. La tautologia es considera sovint un defecte estilístic o bé una mostra de poca habilitat lingüística (en expressions com per exemple: entrar cap a dins, el cadàver del difunt, un parell de bessons). Però també es fa servir per donar èmfasi o reforçar les expressions (per exemple: Ho vaig veure amb els meus propis ulls; Estava envoltat per tot arreu.
Un tautotopònim és un topònim que presenta una tautologia, o sia una repetició d'elements geogràfics que volen dir la mateixa cosa, com per exemple Vall d’Aran (aran és vall en basc, la llengua original a la zona dels Pirineus) o Desert del Sàhara (sahara significa desert en àrab).